# Alexander Seiler I.

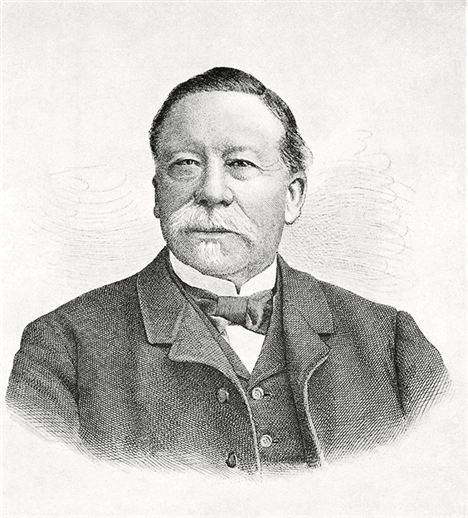
Alexander Seiler I.

Alexander Seiler der Ältere (* 19. Februar 1819 in Blitzingen im Goms, Kanton Wallis; † 10. Juli 1891 in Zermatt) war ein Schweizer Hotelpionier und Walliser Grossrat. Er gehörte zu den Pionieren des Tourismus in Zermatt.

## Leben und Wirken
Alexander Seiler der Ältere war Sohn des Bergbauern Christian Seiler (1788–1877) und der Maria Josepha, geb. Bürcher. Er absolvierte im württembergischen Munderkingen eine Lehre als Seifensieder und Kerzenzieher und eröffnete 1842 in Sitten (frz. Sion) eine wenig erfolgreiche Fabrik. Seine Schwestern Rosina und Katharina führten in Blitzingen ein Gasthaus. Dieses Seilerhaus wurde 1932 Opfer eines Dorfbrandes.
Sein Bruder Joseph (1817–1863) war seit 1847 Kaplan in Zermatt, wo der Wundarzt Joseph Lauber (1787–1868) 1838 ein bescheidenes Holzchalet mit drei Doppelzimmern eröffnete. 1839 untersagte die Walliser Regierung der Dorfgeistlichkeit die Beherbergung von Fremden. Im Februar 1848 berichtete er Alexander, dass viele Besucher von Zermatt den Wunsch nach einem Gasthaus auf dem  Riffelberg geäussert hätten.
1851 folgte Alexander seinem Bruder nach Zermatt. Da der Wundarzt des „Gastierens und Komplementierens überdrüssig“ war, konnte Seiler 1852 die Herberge des Dorfs pachten. Mit Hilfe seines Bruders, des Juristen Franz (1827–1863), konnte er das Haus 1854 kaufen und bald darauf zum Hotel Monte Rosa ausbauen.
1857 heiratete er Catharina Cathrein (1834–1895) aus Brig. Die 16-fache Mutter führte die Buchhaltung und die Korrespondenz des wachsenden Hotelunternehmens und gründete um 1861 in Brig den Elisabethenverein. Seilers Schwager Emil Cathrein stieg danach auch ins Hotelgewerbe ein.
Alexander Seiler kaufte und pachtete in Zermatt weitere Herbergen, wie 1867 das von Joseph Anton Clemenz 1852 mit 14 Betten eröffnete Mont Cervin und das Des Alpes. 1856 erwarb er auf dem 600 m höher gelegenen Weiler Riffelalp die ersten Parzellen und liess dort 1878–1884 ein Grandhotel erbauen. Engländer hatten 1857 den Alpine Club gegründet und Thomas Cook bot sechs Jahre später die ersten Pauschalreisen in die Schweiz an. Die Erstbesteigung des Matterhorns durch seinen Gast Edward Whymper, wobei der Rückmarsch tragisch endete, brachte dem Ort grosse Bekanntheit.
Da der Ski-Tourismus noch nicht erfunden war, betrieb Seiler seine Hotels nur in den Sommermonaten und wohnte winters in Brig. Für sein Gewerbe war er auf Holz und Weide angewiesen, über die er als Nichtbürger nicht verfügte. Die Einheimischen standen ihm vielfach misstrauisch gegenüber und fürchteten allzu grosse Veränderung der Traditionen und der Landschaft. Als er 1871 die Einburgerung in Zermatt beantragte, wurde dieses vom Burgerrat abgelehnt, unter anderem begründet mit seinem Wohnsitz in Brig. 1882 erwarb er die Rechte der Alpgeteilen von Hans Anton Roten in Gletsch am Rhonegletscher. Erst kurz vor seinem Tod, nach 18-jährigem Rechtsstreit, gelang ihm die Einburgerung seiner Familie in Zermatt.
Als Walliser Grossrat für den Bezirk Goms setzte er sich 1869–1891 für den Ausbau von Verkehrswegen, wie die Gornergratbahn und die Riffelalptram zur Riffelalp, ein.
Seine Witwe führte das Unternehmen, unterstützt von den Söhnen Alexander dem Jüngern (1864–1920) und Joseph (1858–1929), fort. Zur Einführung der elektrischen Beleuchtung in Zermatt beteiligte sie sich am 25. Juli 1892 mit der Burgergemeinde Zermatt und der Visp-Zermatt Bahn an einem Syndikat zum Bau des Kraftwerkes Triftbach, das zwei Jahre später in Betrieb ging. Die Brüder, inklusive Hermann, zahlten nach der Jahrhundertwende die zahlreichen Schwestern aus und brachten die Hotelbetriebe samt zugehörigen Immobilien in die Gesellschaft Alexandre Seiler & Frères ein.